# Monika Bolliger

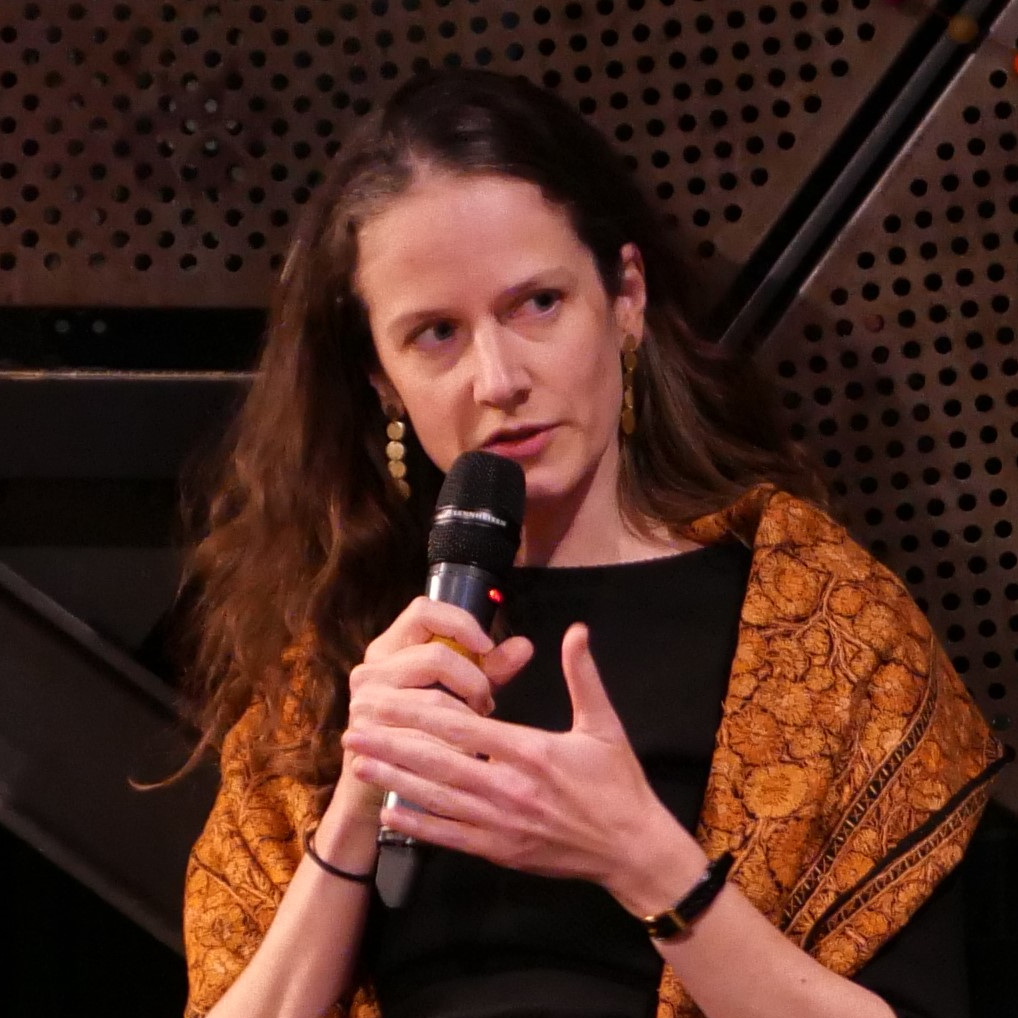
Monika Bolliger 2023 bei einer Buchpräsentation in Zürich

Monika Bolliger (* 28. März 1983 in Affoltern am Albis) ist eine Schweizer Journalistin und Autorin.

## Leben
Bolliger besuchte das Gymnasium in Urdorf bei Zürich. Nach eigenen Angaben war es ein dortiger Geschichtslehrer, der ihre Begeisterung für Fragen nach den Ursachen von Konflikten und dem Funktionieren bzw. Scheitern von Gesellschaftssystemen entfachte.
Entsprechend begann sie nach der Matura ein Studium der Allgemeinen Geschichte an der Universität Zürich. Ein Seminar, das in einem Perspektivenwechsel die arabische Sicht auf die Kreuzzüge zum Thema hatte, brachte Bolliger dazu, ausser Völkerrecht auch Arabisch als Nebenfach zu wählen. Um ihre Sprachkenntnisse über das Hocharabische hinaus zu erweitern und den levantinischen Dialekt zu erlernen, ging sie 2006 für ein knappes Jahr an die Universität Damaskus. Seither verbindet sie mit der syrischen Hauptstadt eine besonders starke Bindung. Nach ihrer Rückkehr an die Universität Zürich schloss sie 2010 ihr Studium mit einer von Hans-Lukas Kieser betreuten Masterarbeit über Syrische Nation, arabische Nation? Eine Begriffsanalyse zur Problematik nationaler Identitätsbildung in Syrien: Geschichtsschulbücher unter Hafiz al-Asad und Basar al-Asad im Vergleich ab.

Nach einem viermonatigen Volontariat bei der Neuen Zürcher Zeitung (NZZ) und einem Praktikum beim Eidgenössischen Departement für auswärtige Angelegenheiten (EDA) begann Bolliger 2011 bei der NZZ als redaktionelle Mitarbeiterin mit Schwerpunkt Nahost. Im Jahr darauf wurde sie Nahostkorrespondentin der NZZ, bis 2014 mit Sitz in Jerusalem, im Jahr 2015 in Kairo und ab 2016 in Beirut. Als grosses Vorbild bezeichnete sie Arnold Hottinger. Im Sommer 2018 kündigte Bolliger ihre Stelle bei der NZZ, da sie nach eigenen Angaben Abstand von den Nachrichten der Region brauchte, aber ein Sabbatical seitens der NZZ nicht möglich war. In einem Abschiedstext würdigte NZZ-Auslandchef Peter Rásonyi ihre Arbeit:
«Dank ihrem Engagement, ihren hervorragenden Sprachkenntnissen und ihrer Sachkompetenz kam sie jeweils besonders nahe an die viel zu oft von Krieg, Autoritarismus und Armut geplagten Menschen heran. Sie vermochte damit ein eigenständiges, authentisches und vielschichtiges Bild von der Region mit ihren vielen Facetten und Widersprüchen zu vermitteln».
In den folgenden drei Jahren arbeitete sie als freie Journalistin, insbesondere für das Schweizer Onlinemagazin Republik, sowie als Projektleiterin im Bereich der Friedensförderung und als Analystin für die jemenitische Denkfabrik Sana’a Centre for Strategic Studies. Darüber hinaus arbeitete sie mit der jemenitischen Schriftstellerin und Journalistin Bushra al-Maktari zusammen, um ihre Sammlung von Augenzeugenberichten aus dem Jemenkrieg auf Deutsch zu publizieren. Das zunächst auf Arabisch erschienene Buch wurde von Sandra Hetzl ins Deutsche übersetzt und 2020 vom ARD-Journalisten Constantin Schreiber unter dem Titel "Was hast Du hinter Dir gelassen?: Stimmen aus dem vergessenen Krieg im Jemen" herausgegeben. Al-Maktari erhielt dafür im gleichen Jahr den Johann-Philipp-Palm-Preis für Meinungs- und Pressefreiheit.
Im März 2021 trat Bolliger eine Stelle als Redaktorin für den Nahen Osten im Auslandressort des SPIEGEL an. Ende 2021 veröffentlichte sie eine Monographie über die libanesische Hafenstadt Tripolis. Nach drei Jahren beim SPIEGEL wechselte Bolliger im Mai 2024 als Produzentin zum Echo der Zeit. Das Informations- und Hintergrundsprogramm, das täglich ausgestrahlt wird und eine der ältesten Radiosendungen im deutschsprachigen Raum ist, gilt als Flaggschiff des Schweizer Radios und Fernsehens (SRF).

## Werke
- Writing Syrian History While Propagating Arab Nationalism - Textbooks about Modern Arab History under Hafiz and Bashar al-Asad. in: Journal of Educational Media, Memory, and Society, Band 3 (2011) Nr. 2.
- Tripolis – Der Nahe Osten im Spiegelbild einer Stadt. Rotpunktverlag, Zürich 2021, ISBN 978-3-85869-927-5